# 道枝駿佑
道枝 駿佑（みちえだ しゅんすけ、2002年〈平成14年〉7月25日 - ）は、日本のアイドル、タレント、俳優。男性アイドルグループ・なにわ男子のメンバー。愛称は、みっちー。
大阪府出身。STARTO ENTERTAINMENT所属。

## 来歴
母親がSMAPの大ファンで、幼い頃からSMAPやHey! Say! JUMPの楽曲を聴いて育ち、自身もジャニーズが好きになる。2014年放送のテレビドラマ『金田一少年の事件簿N』を見てHey! Say! JUMPの山田涼介に憧れ、ジャニーズ事務所に履歴書を送る。4回目に履歴書を送った時に連絡をもらい、オーディションを経ての『まいど!ジャーニィ〜』で放送された。2014年11月23日にジャニーズ事務所に入所した。同期に高橋恭平、長尾謙杜がいる。2015年3月に大阪松竹座で行われた『春休み関西ジャニーズJr.スペシャルshow』でコンサート初出演。以降、Sexy ZoneやA.B.C-Zらのバックダンサーを務める。
2017年4月期放送の日本テレビ系水曜ドラマ『母になる』に柏崎広役で、テレビドラマ初出演。8月に『関西ジャニーズJr.のお笑いスター誕生！』で映画デビュー。
2018年5月、『ちびっ子お笑い七変化 少年KABUKI』で長尾謙杜と初座長を務める。10月に関西ジャニーズJr.内ユニット・なにわ男子のメンバーに選ばれる。
2019年11月、女性ファッション誌『ViVi』の人気投票企画「2019年下半期 ViVi国宝級イケメンランキング」NEXT部門で1位を獲得した。
2021年3月29日、舞台『ロミオとジュリエット』にて主演・ロミオ役で、舞台初単独主演を務める。11月12日、なにわ男子としてシングル『初心LOVE』でCDデビューした。
2022年4月期放送の日本テレビ系日曜ドラマ『金田一少年の事件簿』に主演・金田一一役で出演。役が決まったことについて「僕がジャニーズ事務所に入るきっかけとなった作品ですし、事務所に入ってからもずっとやりたいと言い続けてきた思い入れの強い作品なので、今回7年越しの目標が叶って、すごく嬉しいです」とコメントしている。7月14日、女性ファッション誌『ViVi』の人気投票企画「2022年上半期 ViVi国宝級イケメンランキング」NOW部門で1位を獲得した。7月29日に映画『今夜、世界からこの恋が消えても』にて主演・神谷透役で、映画初主演を務め、12月27日に第35回日刊スポーツ映画大賞・石原裕次郎賞「石原裕次郎新人賞」と「ファンが選ぶ最高演技賞」を受賞する。
2024年1月6日、個人公式Weiboを開設した。1月23日、テレビドラマ『マルス-ゼロの革命-』にて主演・美島零で、GP帯連続ドラマ初主演を務め、3月27日に第27回日刊スポーツ・ドラマグランプリ 冬ドラマ 主演男優賞を受賞した。5月21日、個人公式Instagramを開設した。
2025年7月15日、女性ファッション誌『ViVi』の人気投票企画「2025年上半期 ViVi国宝級イケメンランキング」NOW部門で1位を獲得し、「2022年上半期 ViVi国宝級イケメンランキング」NOW1位を獲得して以来、3年ぶりの返り咲きとなり殿堂入りした。

## 人物
- 名前は午年に生まれた為「駿」という字、漢字が格好良いという理由で「佑」という字が父親によってつけられた[6]。
- 特技は小学1年生の時からジャニーズ事務所に入る小学6年生まで続けていた合気道[10][1]。
- 中国や韓国でも高い人気を誇り、特に韓国では本名をもじって「ミチゲッタシュンスケ」というあだ名で呼ばれている[注釈 3][28]。

## 受賞歴
2019年
- 「2019年下半期 ViVi国宝級イケメンランキング」NEXT部門1位

2022年
- 第31回TV LIFE年間ドラマ大賞 主演男優賞（『消えた初恋』）
- 第26回日刊スポーツ・ドラマグランプリ 春ドラマ 主演男優賞（『金田一少年の事件簿』）
- 「2022年上半期 ViVi国宝級イケメンランキング」NOW部門1位
- 第35回日刊スポーツ映画大賞・石原裕次郎賞「石原裕次郎新人賞」「ファンが選ぶ最高演技賞」（『今夜、世界からこの恋が消えても』）

2024年
- 第27回日刊スポーツ・ドラマグランプリ 冬ドラマ 主演男優賞（『マルス-ゼロの革命-』）

2025年
- 「2025年上半期 ViVi国宝級イケメンランキング」NOW部門1位（殿堂入り）

## 出演
※役名の太字は主演作品。

### テレビドラマ
- 母になる（2017年4月12日 - 6月14日、日本テレビ） - 柏崎広 役[8][9]
- ぼくらの勇気 未満都市 2017（2017年7月21日、日本テレビ） - 高木 役[31][32]
- 絶対零度〜未然犯罪潜入捜査〜 第5話（2018年8月6日、フジテレビ） - 岡崎直樹 役[33]
- 俺のスカート、どこ行った?（2019年4月20日 - 6月22日、日本テレビ） - 東条正義 役[34]
- 年下彼氏（朝日放送テレビ）
  - 第3話「チェーン」（2020年4月19日） - 主演・八木篤史 役[35]
  - 第19話「僕らの初恋物語・前編」（2020年6月14日） - 主演・涼 役[36]
  - 最終話「僕らの初恋物語・後編」（2020年6月14日） - 涼 役[36]
- BG〜身辺警護人〜（2020年6月18日 - 7月30日、テレビ朝日） - 中島小次郎 役[37]
- メンズ校（2020年10月7日 - 12月24日、テレビ東京） - 主演・牧主税 役[38]
- 俺の家の話（2021年1月22日 - 3月26日、TBS） - 長田大州 役[39]
- 24時間テレビ ドラマスペシャル（日本テレビ）
  - 『生徒が人生をやり直せる学校』（2021年8月21日） - 木の葉陸也 役[40]
  - 『虹色のチョーク 知的障がい者と歩んだ町工場のキセキ』（2023年8月26日） - 主演・大森広翔 役[41]
- 消えた初恋（2021年10月9日 - 12月18日、テレビ朝日） - 主演・青木想太 役[注釈 4][42][43]
- 金田一少年の事件簿（2022年4月24日 - 7月3日、日本テレビ） - 主演・金田一一 役[44][45]
- マイ・セカンド・アオハル（2023年10月17日 - 12月19日、TBS） - 小笠原拓 役[46]
- マルス-ゼロの革命-（2024年1月23日 - 3月19日、テレビ朝日） - 主演・美島零 役[47]
- キャスター（2025年4月13日 - 6月15日、TBS） - 本橋悠介 役[48]

### 映画
- 関西ジャニーズJr.のお笑いスター誕生！（2017年8月26日、松竹） - 高浜優輔・回想 役 [49]
- 461個のおべんとう（2020年11月6日、東映） - 鈴本虹輝 役[50]
- 99.9-刑事専門弁護士-THE MOVIE（2021年12月30日、松竹） - 重盛守 役[51][52]
- 今夜、世界からこの恋が消えても （2022年7月29日、東宝） - 主演・神谷透 役[注釈 2][21]
- 青春18×2 君へと続く道（2024年5月3日、ハピネットファントム・スタジオ） - 幸次 役[53]

### テレビ番組
- Jr.選抜!標への道（2018年7月2日・9日・11日・16日、日本テレビ）[54]
  - 「いて座のA型BOY」 - 星座の神 役
  - 「おうし座のО型BOY」 - 駿佑 役
  - 「しし座のA型BOY」 - 駿佑 役

### Webドラマ
- 恋するキャスター（2025年4月13日 - 6月15日、U-NEXT） - 主演・本橋悠介 役[55]

### Web番組
- 『消えた初恋』学級日誌（2021年11月7日 - 12月12日、TELASA） [56]
- ROAD TO ゼロ-道枝駿佑、新たなる挑戦-（2024年1月19日 - 3月12日、TELASA）[57]

### CM
- SoftBank「SoftBank 学割」（2019年12月6日 - ）[58]
- 森永製菓
  - 「小枝」（2021年5月18日 - ） - イメージキャラクター[59]
  - 「inゼリーフルーツ食感」（2025年6月16日 - ）[60]
- 健栄製薬
  - 「手ピカジェル」（2021年5月26日 - ）[61]
  - 「健栄うがい薬」（2022年11月1日 - ）[62]
- ファイントゥデイ「シーブリーズ」（2023年3月16日 - ）[63]
- P&G「ファブリーズ」（2023年8月25日 - ）[64]
- PERFECT DIARY（2024年9月24日 - ） - ブランドアンバサダー[65]
- りそな銀行（2025年3月21日 - ）[66]

### コンサート
- 関西ジャニーズJr. 『春休みスペシャルshow 2015』（2015年3月21日 - 31日、大阪松竹座）[1]
- 関西ジャニーズJr. 『X'mas Show2015』（2015年11月29日 - 12月25日、大阪松竹座）[67]
- 関西ジャニーズJr. 『春休みスペシャルshow 2016』（2016年3月31日 - 4月11日、大阪松竹座）[68]
- 関西ジャニーズJr. 『X'mas Show 2016』（2016年11月30日 - 12月25日、大阪松竹座）[69]
- 関西ジャニーズJr. 春のSHOW合戦（2017年3月4日 - 28日、大阪松竹座）[70]
- 関西ジャニーズJr. 『X'mas SHOW 2017』（2017年12月1日 - 25日、大阪松竹座）[71]
- 関西ジャニーズJr. Concert 2018 〜Happy New ワン Year〜（2018年1月3日・4日、大阪城ホール）[72]
- 関西ジャニーズJr. 『春休みスペシャルShow 2018』（2018年3月1日 - 24日、大阪松竹座）[73]

### 舞台
- 少年たち 世界の夢が…戦争を知らない子供たち（2015年8月2日 - 26日、大阪松竹座）[74]
- ANOTHER & Summer Show（2016年8月2日 - 26日、大阪松竹座）[75]
- JOHNNYS' Future WORLD（2016年10月8日 - 25日、梅田芸術劇場 メインホール）[76]
- 少年たち 南の島に雪は降る（2017年8月2日 - 27日、大阪松竹座）[77]
- ちびっ子お笑い七変化 少年KABUKI（2018年5月4日 - 6日、国立文楽劇場小ホール[78][79]） - 主演・雁金文七 役[80]（長尾謙杜とのW主演）[4]
- 明日を駆ける少年たち（2018年8月4日 - 30日、大阪松竹座）[81]
- ロミオとジュリエット（2021年3月29日 - 4月25日、東京グローブ座 他） - 主演・ロミオ  役[82]

### ファッションショー
- 東京ガールズコレクション
  - マイナビ presents 第30回 東京ガールズコレクション 2020 SPRING/SUMMER（2020年2月29日、国立代々木第一体育館）[83]
  - マイナビ presents 第31回 東京ガールズコレクション 2020 AUTUMN/WINTER ONLINE（2020年9月5日）[注釈 5][84]
  - マイナビ presents 第38回 東京ガールズコレクション 2024 SPRING/SUMMER（2024年3月2日、国立代々木競技場第一体育館）[85]
- 第26回 Seventeen 夏の学園祭 2023（2023年8月23日、東京ドームシティ プリズムホール）[86]
- Rakuten GirlsAward 2023 AUTUMN/WINTER（2023年9月30日、幕張メッセ）[87]

## 書籍

### 雑誌連載
- 関西ウォーカー『なにわ男子 道枝駿佑のNANIWA SHOOTING STAR』（2021年1月号 - 10月号、KADOKAWA）[88]
- MEN'S NON-NO（2023年1・2月合併号 - 、集英社） - レギュラーモデル[注釈 6][89]
- Myojo 『#SS7.28MHz（しゅんすけなにわめがへるつ）』（2023年10月号 - 、集英社）[90]